# Спорт в Австрии
В Австрии исторически наиболее популярны зимние виды спорта: горнолыжный спорт (Австрия — единственная страна в Европе, где горные лыжи преподаются в качестве школьной дисциплины), прыжки на лыжах с трамплина, санный спорт, фигурное катание, лыжное двоеборье и другие. Среди летних видов спорта в Австрии популярны футбол, плавание, дзюдо, парусный спорт, гребля на байдарках и каноэ.
Для занятий парусным спортом наиболее привлекательными являются крупные озера Нойзидлер-Зее и Зальцкаммергут. Также парусные суда можно встретить и на Дунае.

## Австрия на Олимпийских играх

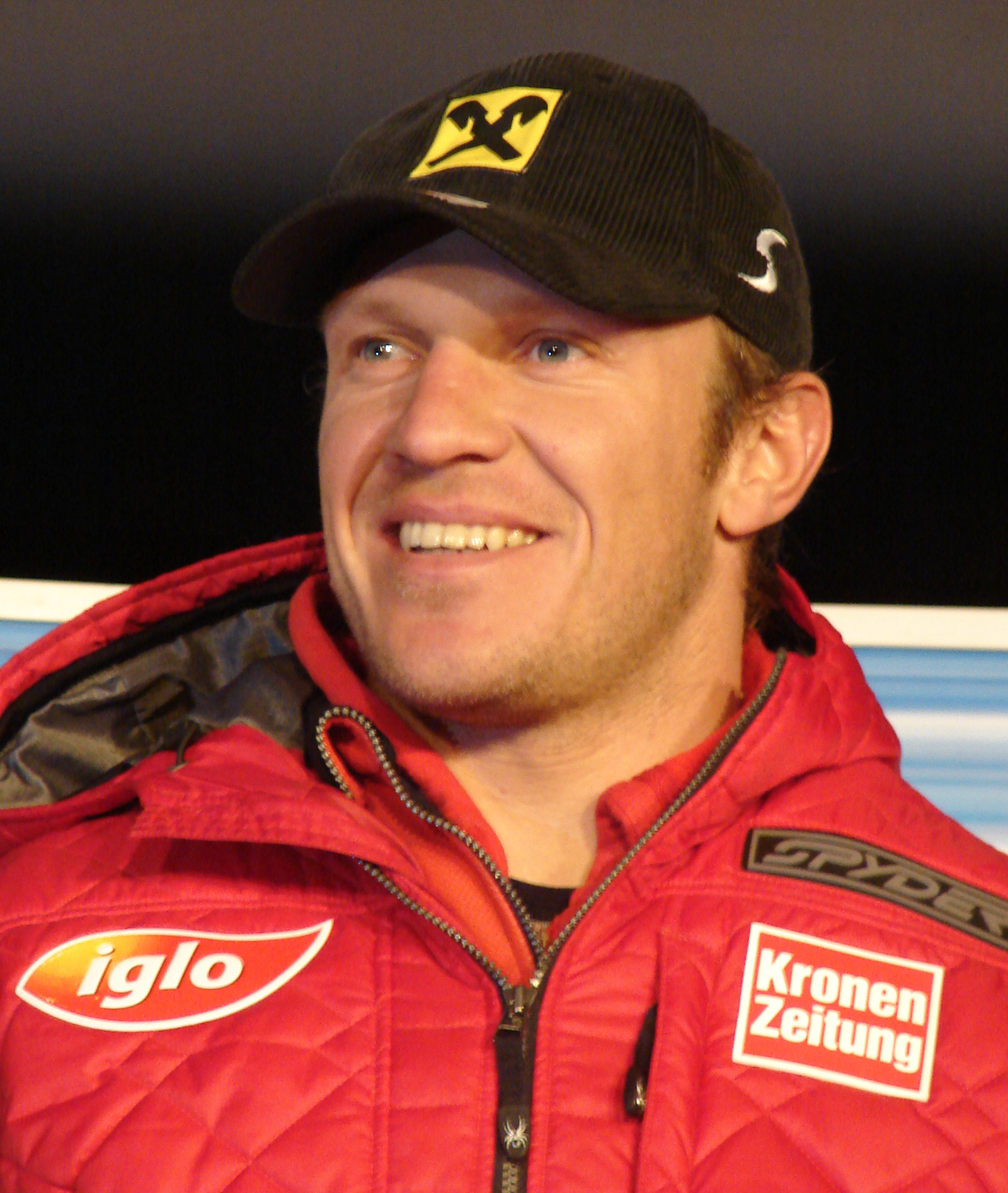
Горнолыжник Херман Майер выиграл 2 олимпийских золота, 3 титула чемпиона мира и 4 Кубка мира в общем зачёте

Австрийский Инсбрук дважды был столицей зимних Олимпийских игр (1964 и 1976).
Австрийцы гораздо успешнее выступают на зимних Олимпиадах, чем на летних. В горнолыжном спорте Австрия является бесспорным лидером в олимпийской истории, завоевав более 120 наград, опережая идущую на втором месте по этому показателю Швейцарию на 50 с лишним медалей. Среди прославленных австрийских горнолыжников — Тони Зайлер, Аннемари Мозер-Прёль, Штефан Эберхартер, Бенни Райх, Херман Майер, Михаэла Дорфмайстер, Марсель Хиршер, Маттиас Майер и многие другие. В горнолыжном спорте австрийцы завоевали больше олимпийских наград, чем во всех летних видах спорта вместе взятых.
Также успешно австрийцы в последние годы выступают в прыжках на лыжах с трамплина. Олимпийскими чемпионами и многократными чемпионами мира являются Томас Моргенштерн, Андреас Кофлер, Грегор Шлиренцауэр, Вольфганг Лойцль.
В лыжном двоеборье сборная Австрии, ведомая Феликсом Готтвальдом, успешно выступила на Играх 2006 и 2010 годов.
До Второй мировой войны австрийцы были одними из лидеров мирового фигурного катания, но в 1950-е и 1960-е годы их успехи пошли на спад, последняя олимпийская медаль в этом виде спорта была завоёвана в 1972 году.
В летних видах спорта наибольшее количество олимпийских наград австрийцы завоевали в гребле на байдарках и каноэ (14) и плавании (12). Ни в одном другом виде спорта на их счету нет и 10 наград. В целом на последних летних Олимпиадах австрийцы выступают неудачно: на 6 Играх в 1992—2012 годах 4 раза Австрия вообще оставалась без золотых наград. За всю историю на летних Играх лишь 1 раз австрийцы сумели выиграть более 10 наград: это произошло в 1936 году в Берлине.
Австрийский яхтсмен Хуберт Раудашль стал первым человеком в истории, который принимал участие в 9 Олимпиадах подряд (он выходил на старт олимпийских регат с 1964 по 1996 годы).

## Чемпионат Европы по футболу 2008
В 2008 году Австрия совместно со Швейцарией принимала чемпионат Европы по футболу, который провела на высшем уровне. В Австрии матчи прошли в четырёх городах — Вена, Инсбрук, Зальцбург и Клагенфурт. В Вене прошло больше всего матчей — три игры группового этапа, 2 четвертьфинала, полуфинал и финал. Хотя национальная сборная не вышла из группы, австрийцы всё равно остались довольны самим уровнем проведения чемпионата.

## Другие достижения австрийских спортсменов

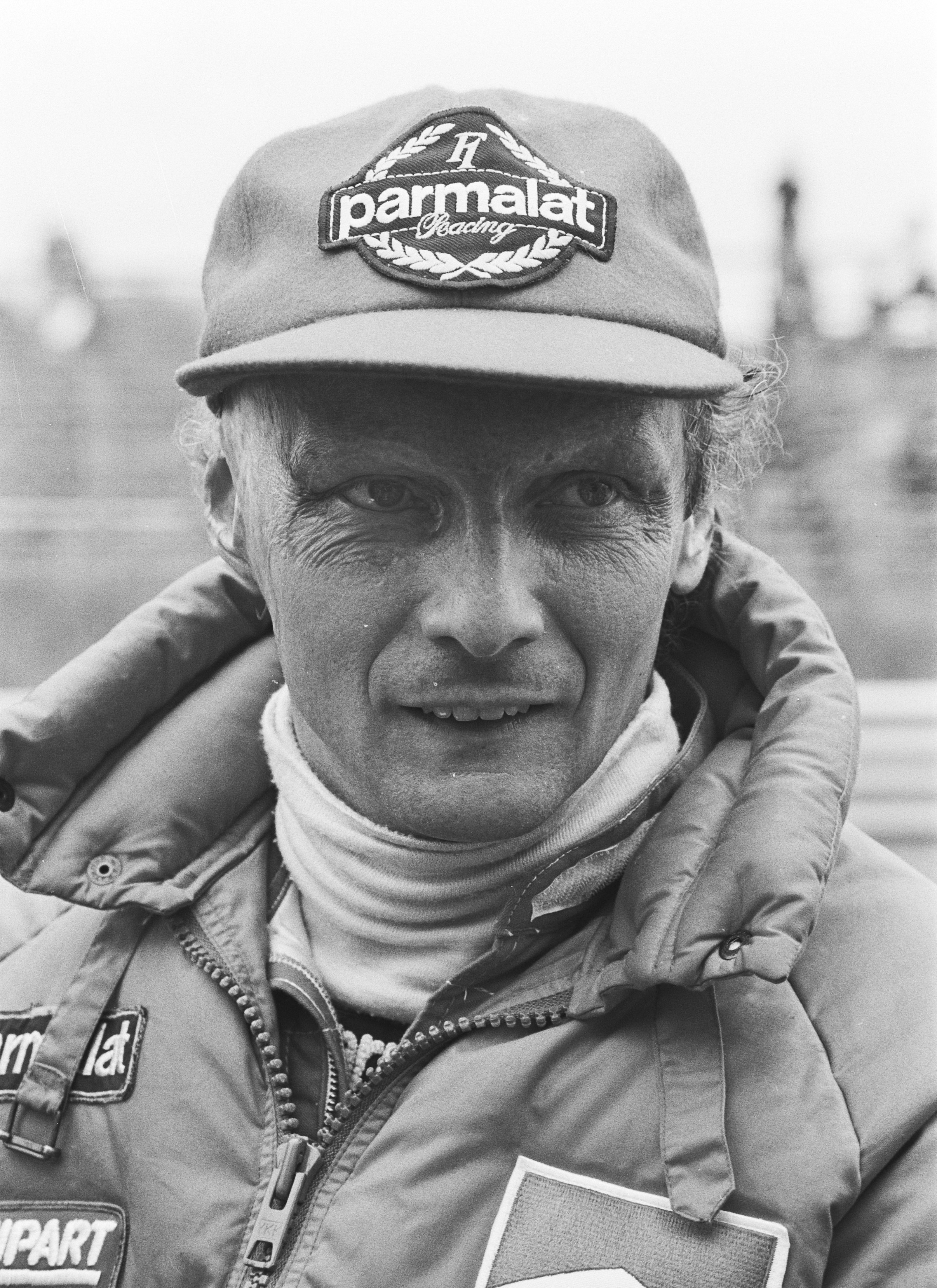
Автогонщик Ники Лауда

Первым чемпионом мира по шахматам был гражданин Австро-Венгерской империи Вильгельм Стейниц.
Теннисист Томас Мустер в 1995 году выиграл открытый чемпионат Франции по теннису, а в 1996 году в течение 6 недель возглавлял мировой рейтинг в одиночном разряде.
Игрок в настольный теннис Вернер Шлагер в 2003 году сенсационно выиграл чемпионат мира в Париже.
Австрийский автогонщик Ники Лауда трижды побеждал в чемпионате мира в классе «Формула-1» (1975, 1977, 1984). Другой австриец Йохен Риндт погиб на трассе в 1970 году и стал чемпионом мира в классе «Формула-1» посмертно. В конце XX века одним из ведущих гонщиков «Формулы-1» был Герхард Бергер.

## Крупнейшие спортивные соревнования в Австрии
- Чемпионат Европы по водным видам спорта 1950 (Вена)
- Чемпионат мира по настольному теннису 1951 (Вена)
- Зимние Олимпийские игры 1964 (Инсбрук)
- Чемпионат мира по хоккею с шайбой 1967 (Вена)
- Чемпионат мира по фехтованию 1971 (Вена)
- Чемпионат мира по дзюдо 1975 (Вена)
- Зимние Олимпийские игры 1976 (Инсбрук)
- Чемпионат мира по хоккею с шайбой 1977 (Вена)
- Чемпионат мира по фехтованию 1983 (Вена)
- Чемпионат мира по дзюдо 1984 (Вена)
- Чемпионат мира по хоккею с шайбой 1987 (Вена)
- Чемпионат Европы по водным видам спорта 1995 (Вена)
- Чемпионат мира по хоккею с шайбой 1996 (Вена)
- Чемпионат мира по хоккею с шайбой 2005 (Инсбрук, Вена)
- Чемпионат Европы по футболу 2008 (Вена, Инсбрук, Зальцбург, Клагенфурт)